# Settlers (film)
Settlers (Coloniști) este un film britanic thriller științifico-fantastic din 2021 scris și regizat de Wyatt Rockefeller.
A avut premiera mondială la Festivalul de Film de la Tribeca la 18 iunie 2021. Este programat să fie lansat la 23 iulie 2021 în Statele Unite ale Americii de către IFC Midnight⁠(d).

## Prezentare
Ilsa și Reza locuiesc împreună cu fata lor Remmy de 9 ani pe planeta Marte. Curând, colonia (așezarea) lor este atacată de trei necunoscuți. După ce un bărbat și o femeie sunt uciși, Reza pleacă să-l vâneze și pe al treilea. Acesta este Jerry și curând apare în colonie după ce l-a ucis pe Reza și i-a luat arma. Jerry afirmă că locul i-a aparținut familiei sale și că vine dintr-un război și nimic altceva nu mai există pe Marte. Ilsa și Jerry încep ușor ușor să se apropie unul de celălalt, astfel încât Remmy devine furioasă pe mama ei și fuge din colonie. Curând descoperă că ei locuiesc într-un dom acoperit, cu aer, și că dincolo de acesta nu poate respira în atmosfera marțiană care se rarefiază deoarece nu mai sunt oameni să terraformeze planeta. Este salvată de la moarte de Jerry care o duce înapoi în colonie. Mai târziu are loc un conflict între Ilsa și Jerry, iar Ilsa este ucisă. Remmy se împrietenește cu un robot care face diverse lucruri casnice prin colonie (cercetează rocile din sol, dă mâncare la porci). Peste 9 ani, Jerry, care a avut grijă de Remmy, îi spune că sunt ultimii oameni din Univers și că trebuie să refacă rasa umană. Remmy nu este de acord, iar Jerry încearcă să se culce cu ea cu forța - dar robotul lansează o sondă care îl rănește la gât pe Jerry. Robotul este grav avariat de Jerry. Apoi Jerry este împușcat mortal de Remmy, care nu a uitat că acesta i-a ucis ambii părinți. 
Remmy a reconstruit robotul și și-a făcut o mască de oxigen (celelalte au fost toate arse anterior de Jerry). Ea lasă colonia sub supravegherea robotului și pleacă din dom. Remmy trece de cealaltă parte a atmosferei pentru a explora noi ținuturi și a cunoaște oameni noi, dacă va supraviețui încercărilor... 

## Distribuție
- Sofia Boutella  - Ilsa [3]
- Nell Tiger Free  - Remmy, 18 ani
- Jonny Lee Miller  - Reza
- Ismael Cruz Córdova  - Jerry
- Brooklynn Prince  - Remmy, 9 ani
- Natalie Walsh - Stranger

## Lansare
În aprilie 2021, IFC Midnight a dobândit drepturi de distribuție în SUA ale filmului. Filmul a avut premiera mondială la Festivalul de Film de la Tribeca pe 18 iunie 2021.  Este programat să fie lansat la 23 iulie 2021.